# 돈 프라이
돈 프라이(Donald Frye, 1965년 11월 23일 ~ )는 미국의 프로 레슬링 선수, 배우, 텔레비전 배우, 권투 선수, 킥복싱 선수, 영화배우이다.

## 영화
- 익스트림 No.13 (2011년)
- 퍼블릭 에너미 (2009년)
- 쿵후 프리즌 (2007년)
- 리얼 파이트 클럽 (2006년)
- 앤트 불리 (2006년)
- 마이애미 바이스 (2006년)
- 나구리모노 (2005년)
- 고질라 - 파이널 워즈 (2004년)